# Cachaça Magnífica
Cachaça Magnífica ist ein brasilianischer Zuckerrohrbrand, der seit 1985 auf der Fazenda do Anil im brasilianischen Bundesstaat Rio de Janeiro hergestellt wird.

## Varianten
Cachaça Magnífica wird auf traditionelle Weise in Kupferbrennblasen hergestellt und in drei verschiedenen Varianten angeboten, die jeweils unterschiedliche Reifungsprozesse durchlaufen, bevor sie in Fassstärke abgefüllt werden:
- Magnífica Tradicional: zwei Jahre Lagerung in brasilianischen Ipê-Holzfässern, 45 % vol.
- Magnífica Envelhecida: zwei Jahre Reifung in Scotch-Whisky-Fässern, 43 % vol.
- Magnífica Reserva Soleira: bis zu zehn Jahre lange Reifung in Eichenholzfässern im Soleira-Verfahren, 43 % vol.

Der Magnífica Reserva Soleira wird mit dem in Brasilien selten genutzten Soleira-Verfahren ausgebaut. Dieses Verfahren stammt aus der spanischen Sherry und Brandy Produktion und wird vereinzelt auch bei Rum eingesetzt.

## Auszeichnungen
Cachaça Magnífica wurde 2007 im Cachaça-Ranking der brasilianischen Ausgabe des Playboy-Magazins von einer Expertenjury auf Platz 9 und im Jahr 2009 auf Platz 5 der besten Cachaças Brasiliens gewählt.
In den Jahren 2008 und 2009 erhielt Cachaça Magnífica bei der International Spirits Challenge unter dem UK-Markennamen Las Iguanas jeweils Silbermedaillen.
Im Jahr 2010 wurde Cachaça Magnífica bei der San Francisco World Spirits Competition mit einer Silbermedaille ausgezeichnet.

## Namensherkunft
„Magnífica“ wird aus dem Portugiesischen mit prunkvoll, prächtig oder großartig übersetzt. Der Name entstand aus dem Anspruch des Produzenten von Magnífica, einen Cachaça überdurchschnittlicher Qualität herzustellen.